# Apaeleticus kriechbaumeri
Apaeleticus kriechbaumeri är en stekelart som beskrevs av Costa 1885. Apaeleticus kriechbaumeri ingår i släktet Apaeleticus och familjen brokparasitsteklar.

## Underarter
Arten delas in i följande underarter:
- A. k. rufafor
- A. k. rufator